# Romeo (film 2020)
Romeo è un film del 2020 diretto da Ali Khan